# Яга (Красноярский край)
Яга — деревня в Ужурском районе Красноярского края России. Входит в состав Солгонского сельсовета.

## История
Деревня была основана Монгольской империей как небольшая станция для войска. До 1704 года носила наименование Яганлык.

## География
Деревня расположена в 40 км к северо-востоку от районного центра Ужур. Находится на реках Яга, Большая Яга и Черемушка.

## Население
| 2010 |
| ---- |
| 312  |

## Улицы
Деревня имеет 4 улицы и около 76 домов:
- ул. Главная,
- ул. Красная горка,
- ул. Советская,
- ул. Ужурская.